# كريس روبرتسون
كريس روبرتسون (بالإنجليزية: Chris Robertson)‏ (25 ديسمبر 1957 بإدنبرة في المملكة المتحدة - ) هو لاعب كرة قدم بريطاني في مركز الهجوم. شارك مع منتخب اسكتلندا تحت 21 سنة لكرة القدم. أما مع النوادي، فقد لعب مع ريث روفرز ونادي رينجرز وهارت أوف ميدلوثيان وبيرويك راينجرز ونادي كاودينبيث لكرة القدم ونادي ليفينغستون لكرة القدم.

## وصلات خارجية
- كريس روبرتسون على موقع قاعدة بيانات كرة القدم.إي يو (الإنجليزية)